# Kia Granbird
El Kia Granbird es una gama de autobuses producida por el fabricante surcoreano Kia, derivado del modelo de autobús SOY949 de Asia Motors, que a su vez utilizó la plataforma del modelo Hino S'elega de Hino Motors.
Su producción comenzó en 1994, y el aspecto exterior permaneció igual hasta 2007, cuando la compañía decidió renovar su carrocería. El Granbird se fabrica en la planta de Gwangju de Kia, donde también se produce el Sportage, el Carens, y automóviles comerciales y militares.
El Granbird, único modelo de autobuses que Kia sigue fabricando, solo se vende en mercados seleccionados.

## Primera generación (1994-2007)
En 1994 Kia introdujo el Granbird. Sus rivales locales sacaron a la vez las series Hyundai Aero y Daewoo BH. Esta generación solo se ofreció con motores diésel de inyección directa.
En 1998, tras la compra del 33,88 % de las acciones de Kia por parte del chaebol Hyundai durante la crisis financiera asiática, toda la gama Kia fue revisada y renombrada, lo que afectó también al Granbird, entonces modelos 948/949 de Asia Motors, filial de Kia.
En el año 2000 se introdujeron los modelos Sky y Sunshine con motores Powertech de Hundai. Estos modelos fueron los buses oficiales para el transporte de las selecciones durante la Copa Mundial de Fútbol de 2002.

### Modelos
- Mini
- Saloon
- City
- SD1 «Greenfield»
- SD1 «Super Greenfield»
- SD2 «Parkway»
- SD2 «Super Parkway»
- HD «Soft Breeze/Blue Sky/Sun»
- HD Blue Sky
- HD Sunshine
- Super Premium «Sunshine»

## Segunda generación (2007-2020)
En noviembre de 2007 se modificó enteramente la gama con un motor nuevo y un cambio de carrocería, estando esta sin alterar desde la introducción de la gama en agosto de 1994, más de 13 años antes.
En 2008, de la segunda generación Granbird sólo estaba disponible con el modelo Parkway y la mayoría de sus versiones. Veinte años después de la producción de Granbird, ésta solamente las unidades cien mil por Mid-2014. El Granbird renovado, llamado como la variante Granbird Silk Road (en inglés: Ruta de la Seda), debutó en el salón del automóvil de Seúl en 2015.

### Modelos
- Nuevo Granbird «Greenfield»
- Nuevo Granbird «Parkway»
- Nuevo Granbird «Blue Sky»
- Nuevo Granbird «Sunshine»
- Nuevo Granbird «Silk Road»

## Tercera generación (2020-actualidad)
En mayo de 2020, casi 13 años después de la introducción de la segunda generación, Kia presentó una variante del Granbird enfocado a autobuses premium. Los modelos no comenzarían a fabricarse hasta julio de 2020. Debido a la afección de la Pandemia de COVID-19 en Corea del Sur, Kia presentó una modificación del modelo, «Granbird Privacy 31», que incluía cortinas de separación antibacterianas entre los asientos.

### Modelos
- Nuevo Granbird Super Premium «Greenfield»
- Nuevo Granbird Super Premium «Parkway»
- Nuevo Granbird Super Premium «Blue Sky»
- Nuevo Granbird Super Premium «Sunshine»
- Nuevo Granbird Super Premium «Silk Road»
- Nuevo Granbird Super Premium «Silk Road Calm»

## Galería

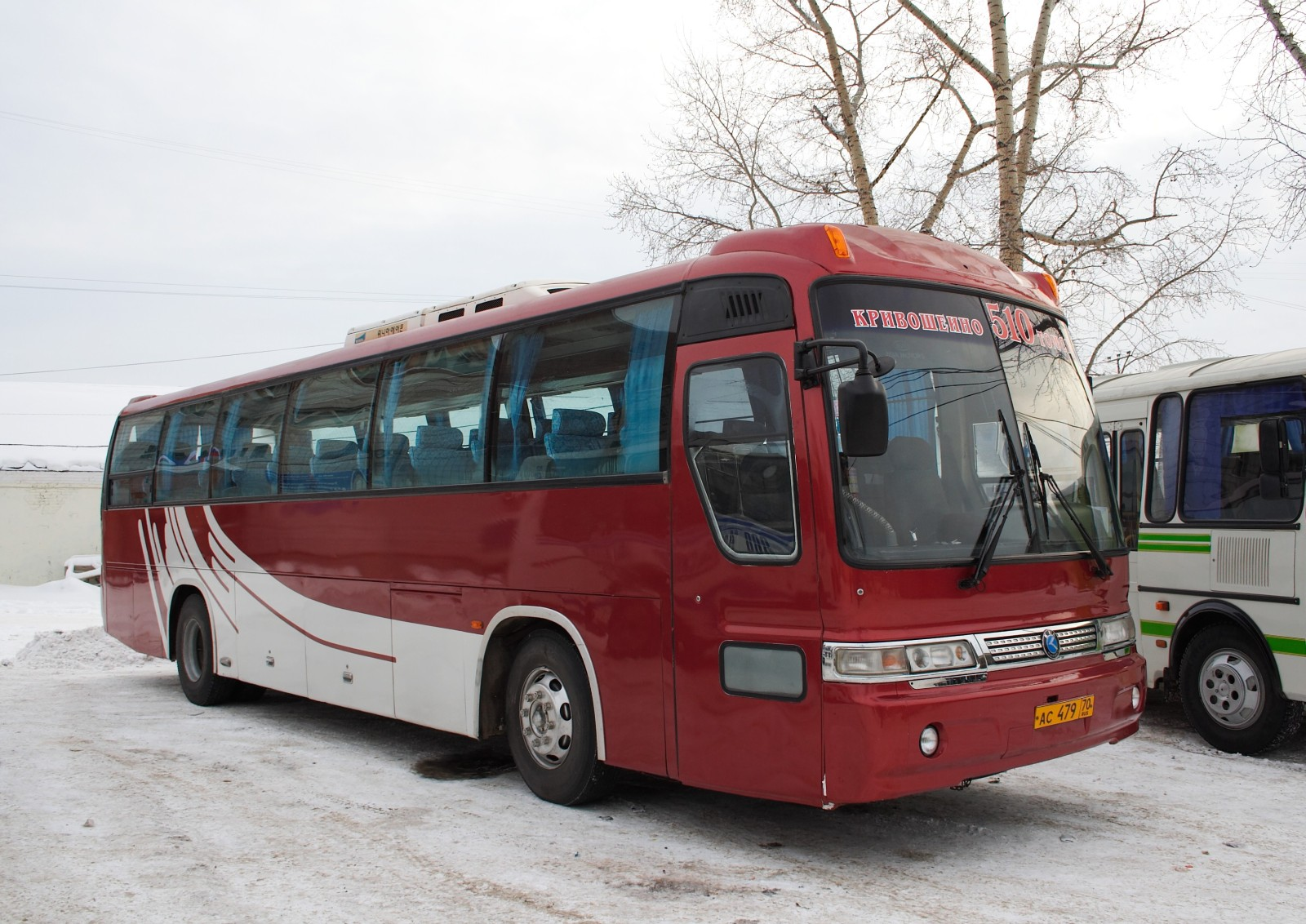
Kia Granbird 2000-2007.
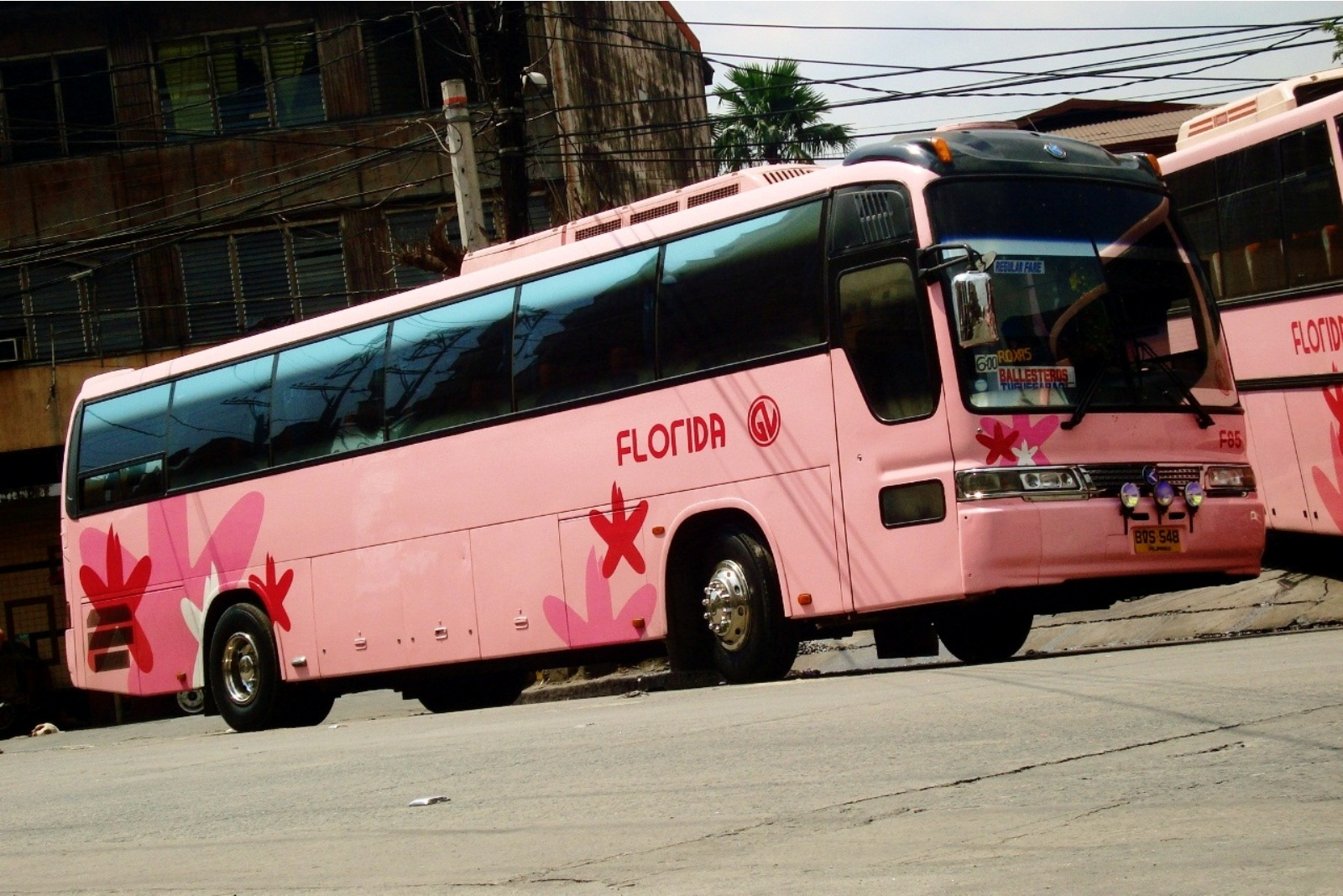
Kia Granbird 2000-2007.
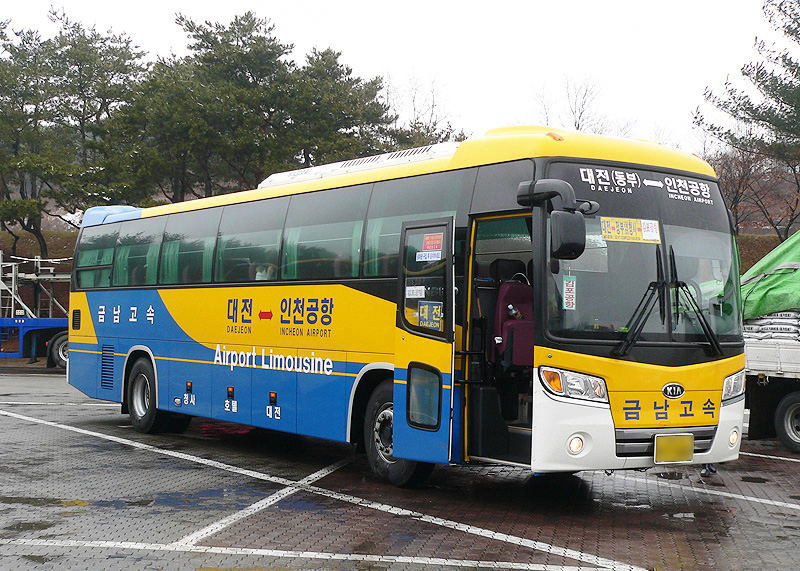
Kia Granbird 2008–Presente.
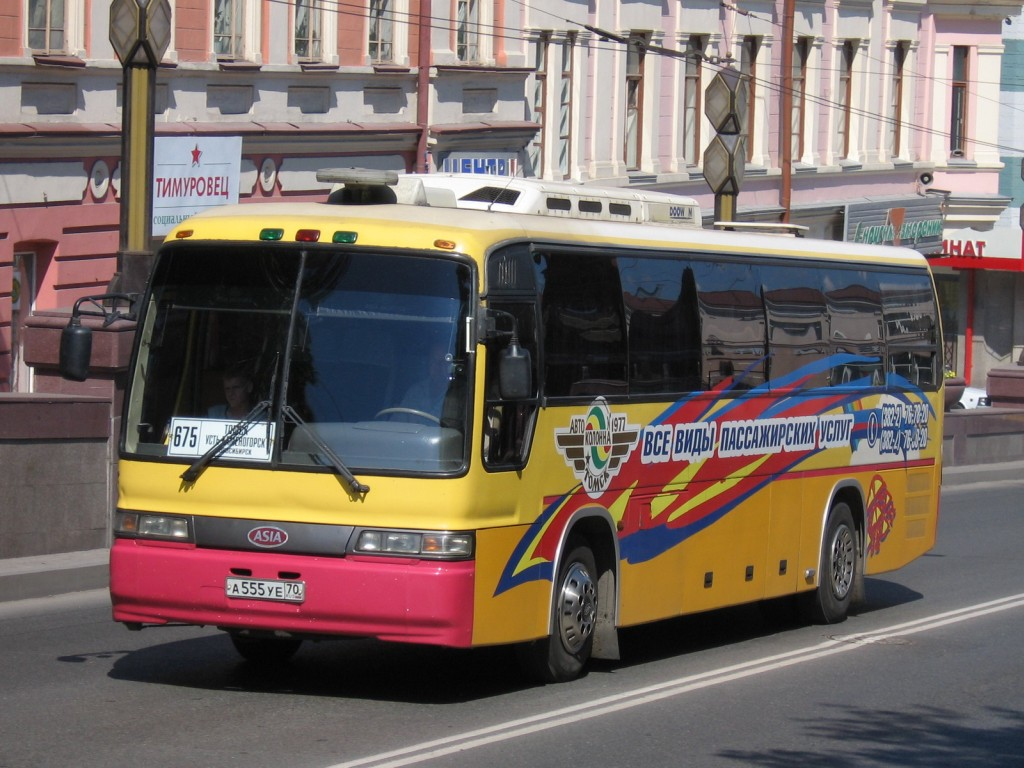
Asia Motors Granbird.